# Ligne 3 du métro de São Paulo
Pour les articles homonymes, voir Ligne 3.
La ligne 3 du métro de São Paulo est une des sept lignes en service du réseau métropolitain de São Paulo. Elle relie la station Palmeiras-Barra Funda à la station Corinthians-Itaquera. C'est la plus occupée du système.

## Histoire
Le projet fut initialement conçu comme un tracé intégralement souterrain et aérien entre Casa Verde et Vila Maria. Il est abandonné et laisse place à un nouveau projet qui prévoit dans le cadre d'un tracé mixte aérien/souterrain d'utiliser un large couloir ferroviaire au nord-est de la ville pour y faire coexister en faisceaux parallèles trains et métro. La construction débute en 1972.
La ligne est mise en service en 10 mars 1979 entre Sé et Brás. La ligne est alors prolongée en étapes, en 1980 sont mises en service les stations Pedro II et Bresser (auourd'hui Bresser-Mooca), en 1981 la ligne est prolongée vers Tatuapé, en 1982 vers República, en 1983 vers Santa Cecília, en 1986 vers Penha et, enfin, en 1988 vers Itaquera et Barra Funda.

## Stations
- Palmeiras-Barra Funda
- Marechal Deodoro
- Santa Cecília
- República
- Anhangabaú
- Sé
- Pedro II
- Brás
- Bresser-Mooca
- Belém
- Tatuapé
- Carrão
- Penha
- Vila Matilde
- Guilhermina-Esperança
- Patriarca
- Artur Alvim
- Corinthians-Itaquera

## Infrascructure

### Tracé
La ligne est à la fleur-du-sol en sa majorité en Palmeiras-Barra Funda, Bresser-Mooca et entre Belém et Artur Alvim, avec un tronçon aérien entre Belém et Tatuapé. Les autres tronçons aériens sont entre Pedro II et Brás et en Itaquera. Le tronçon centrale est souterrain, entre Marechal Deodoro et Sé. Entre Bresser-Mooca et Belém il y a un tronçon souterrain, sous l'atelier ferroviaire Belém.

### Matériel roulant
La ligne 3 - Rouge dispose de 53 rames actuellement en service répartis en 3 flottes. On a 14 Alstom A96 qui sont la flotte G, 16 CAF qui sont la flotte H et 23 rames modernisés par le Consortium MTTrens (T'Trans / MPE / Temoinsa) qui sont les vieux trains Cobrasma de la flotte C.

### Ateliers
La ligne 3 - Rouge possède deux ateliers : l'Atelier Itaquera et l'Atelier Belém.